# متکیلف، میسیسیپی
متکیلف (به انگلیسی: Metcalfe) شهرکی در ایالت میسیسیپی کشور ایالات متحده آمریکا است که جمعیت آن در سرشماری سال ۲۰۱۰ میلادی، ۱٬۰۶۷
نفر بوده‌است.